# Rizo Džafić
Rizo Džafić (Bosanska Krupa, 2. rujna 1945.), sveučilišni je profesor i književni kritičar. 
Autor je brojnih proznih djela za djecu i odrasle. Utemeljitelj je znanstvenih disciplina teorije i povijesti književnosti za djecu na bosanskohercegovačkim prostorima. Postdiplomske studije završio u Zagrebu na Filozofskom fakultetu.

## Nagrade i priznanja za književna djela
- List «4. juli», Beograd, Nagrada za priču 1987.
- List «4. juli», Beograd, Nagrada za priču 1988.
- List «4. juli», Beograd, Nagrada za priču 1989.
- List «Glas», Banja Luka – druga nagrada za priču, maj 1986.
- Književni susreti «Zija Dizdarević», Fojnica. Druga nagrada za priču
- Dječji list «Tik-tak», Beograd, Nagrada za najbolju priču 1985.
- Dječji list «Tik-tak», Beograd, Nagrada za najbolju priču 1986.
- Dječji list «Tik-tak», Beograd, Nagrada za najbolju priču 1987.
- «Male novine», Sarajevo – nagrada za priču 1986.
- «Zadrugar», Sarajevo – novinar godine 1985.
- «Vukovo pero» nagrada za pripovijetku, Tršić, 1983.
- Najbolji lektor u 2002. godini

## Nepotpun popis djela
- Brodolom, pripovijetke, Univerzal, Tuzla, 1982.
- Planinci, pripovijetke, Osvit, Karlovac, 1984.
- Očev zavičaj, prip. za djecu, Glas, Banja Luka, 1989.
- Antologija bošnjačke poezije za djecu 20. vijeka, Bosanska riječ, Wuppertal, 1998.
- Azrailovo oko, Sarajevo, 1998.